# Yasuhito Morishima
Yasuhito Morishima (jap. 森島 康仁 Morishima Yasuhito) (ur. 18 września 1987) – japoński piłkarz.

## Kariera klubowa
Od 2006 do 2016 roku występował w klubach Cerezo Osaka, Oita Trinita, Kawasaki Frontale i Júbilo Iwata.

## Kariera reprezentacyjna
W 2007 roku Yasuhito Morishima zagrał na Mistrzostwach Świata U-20.